# Ligne de tramway 577 (Raeren)
Pour les articles homonymes, voir Ligne 577.
Ne doit pas être confondu avec les lignes de tramway : 577 Eupen - Aix-la-Chapelle, 577 Eupen Hôtel de Ville - Bellmerin et 577 Eupen - Herbesthal.
La ligne 577 (Raeren), est une ancienne ligne du tramway d'Eupen de la Société nationale des chemins de fer vicinaux (SNCV) qui reliait Eupen à Raeren.

## Histoire
La ligne est fermée en 1944.

## Infrastructure

### Dépôts et stations
Nom : (gare) : quand le dépôt ou la station est accolé ou proche d'une gare.
Type : D : dépôt , S : station , Sf : si la station sert de gare douanière à la frontière , Sp : si la station est établie dans un bâtiment privé le plus souvent un café ou plus rarement une habitation privée.
| Illustration | Nom      | Type | Commune  | Localisation                | État         | Remarques |
| ------------ | -------- | ---- | -------- | --------------------------- | ------------ | --------- |
|              | Eynatten | D    | Eynatten | 50° 41′ 23″ N, 6° 04′ 53″ E | Désaffectée. |           |

Autres dépôts utilisés par la ligne situés sur le reste du réseau ou des lignes connexes : Eupen.

## Exploitation

### Horaires
Tableaux horaires :
- 1931 : 577, numéro de tableau partagé entre les lignes d'Eupen sauf celle de Verviers : 577 Eupen - Aix-la-Chapelle, 577 Eupen Hôtel de Ville - Bellmerin, 577 Eupen - Herbesthal et 577 Eupen - Raeren.